# Boumdeid
Boumdeid è uno dei tre comuni del dipartimento di Boumdeid, situato nella regione di Assaba in Mauritania. Contava 4.611 abitanti nel censimento della popolazione del 2000 e 3.189 nel 2013.